# Hexaplex saharicus
Hexaplex saharicus, beskriven först av Locard 1897, är en snäcka i släktet Hexaplex inom familjen purpursnäckor, som blir omkring 5–10 cm lång. Den går att hitta i Atlanten vid Marocko, Guinea och Kanarieöarna.

## Underarter
- Hexaplex saharicus ryalli Houart 1993